# پاوو شایدا
پاوو شایدا (لهستانی: Paweł Szajda؛ زادهٔ ۱۳ ژانویهٔ ۱۹۸۲) بازیگر لهستانی‌الاصل اهل ایالات متحده آمریکا است.
از فیلم‌ها یا برنامه‌های تلویزیونی که وی در آن نقش داشته‌است، می‌توان به تاتاراک، نسل‌کشی، زهر، خائن مورد نظر ما، زیر آفتاب توسکانی، تسخیر شارون تیت و امپراتوری اشاره کرد.